# Virus (formație)
Virus este o formație argentiniană de rock alternativ, new wave și synthpop. Membrii formației sunt:
- Julio Moura
- Marcelo Moura
- Daniel Sbarra
- Ariel Naón
- Fernando Monteleone
- Lulo Isod

## Discografie
- Wadu Wadu (1981)
- Recrudece (1982)
- Agujero Interior (1983)
- Relax (1984)
- Locura (1985)
- Superficies de Placer (1987)
- Tierra del Fuego (1989)
- 9 (1998)

### VHS
- Chateau Rock (1992)

### DVD
- Caja Negra (2007)

## Videografie
- Soy moderno, no fumo (1981)
- Loco,coco (1981)
- Hay que salir del agujero interior (1983)
- Imagenes Paganas (1987)
- Superficies de placer (1987)
- Encuentro en el río musical (1988)
- Un amor inhabilitado (1989)
- America fatal (1998)
- Extranjero (1999)
- Danza de bengalas (2000)
- Pronta entrega (Caja Negra DVD) (2006)
- Una luna de miel en la mano (Caja Negra DVD) (2006)